# Birtley (Northumberland)
Birtley – wieś w Anglii, w hrabstwie Northumberland. Leży 40 km na zachód od miasta Newcastle upon Tyne i 422 km na północ od Londynu.